# تويز آر أص
تويز آر أص (بالإنجليزية: Toys "R" Us، ويكتب رسمياً كـ Toys "Я" Us بحرف R مقلوب)‏ هي شركة سلسلة متاجر ألعاب يقع مقرها في الولايات المتحدة، تتكون من 860 معرضًا داخل الولايات و716 معرضًا خارجها موزعةً بين أوروبا، وآسيا، وأوقيانوسيا، وأفريقيا، وكندا. في 19 سبتمبر 2017 أعلنت الشركة إفلاسها وقامت بإغلاق جميع محلاتها في بريطانيا والولايات المتحدة وذلك بعد 70 سنة من الخدمة.
أسسها تشارلز لازاروس في نسختها الحديثة في يونيو 1957، وتتبع تويز آر أص أصولها في متجر أثاث الأطفال لازاروس، والذي بدأ في عام 1948. أضاف الألعاب إلى عرضه، وفي النهاية حول تركيزه. كانت الشركة تعمل في مجال الألعاب منذ أكثر من 65 عامًا وتدير حوالي 800 متجر في الولايات المتحدة وحوالي 800 متجر خارج الولايات المتحدة، على الرغم من انخفاض هذه الأرقام بشكل مطرد مع مرور الوقت. في ذروتها، كانت لعبة تويز آر أص تعتبر مثالاً كلاسيكيًا على فئة القاتل. ومع ذلك، مع ظهور عدد كبير من التجار، وكذلك تجار التجزئة على الإنترنت، بدأت شركة تويز آر أص تفقد حصتها في سوق الألعاب. تقدمت الشركة بطلب الحماية بموجب الفصل 11 من الإفلاس في 18 سبتمبر 2017، ودخلت عملياتها البريطانية الإدارة في فبراير 2018. في مارس 2018، أعلنت الشركة أنها ستغلق جميع متاجرها الأمريكية والبريطانية. أغلقت المواقع البريطانية في أبريل والمواقع الأمريكية في يونيو. دخل الجناح الأسترالي لشركة تويز آر أص الإدارة التطوعية في 22 مايو وأغلق جميع متاجره في 5 أغسطس 2018. كانت العمليات في الأسواق الدولية الأخرى مثل آسيا وأفريقيا أقل تأثراً، لكن السلاسل في كندا وأجزاء من أوروبا وآسيا بيعت في النهاية إلى أطراف ثالثة.
تواصل الشركة العمل كمرخص للعمليات الدولية للسلسلة، لكن مقرضيها أعلنوا في أكتوبر 2018 أنهم يعتزمون إعادة إطلاق أعمال البيع بالتجزئة في شركة تويز آر أص الأمريكية في المستقبل. كما دخل المقرضون في شراكة مع كروجر لإضافة أقسام منبثقة "Geoffrey's Toy Box" (سميت على اسم رمز السلسلة) إلى مواقع مختارة من أجل منح تويز آر أص حضورًا خلال موسم التسوق في العطلات. في 20 يناير 2019، خرجت الشركة من الإفلاس باسم ترو كيدز. كان هناك موقعان فقط مفتوحان في الولايات المتحدة حتى تم إغلاقهما في عام 2021 بسبب الخسائر المالية الناجمة عن جائحة فيروس كورونا 2019–20.
إفلاس وإغلاق المتاجر في الولايات المتحدة لن يؤثر على متاجر تويز آر أص الموجودة في الدول الأخرى ومنها الدول العربية.

## تاريخ
في أبريل 1948، أسس تشارلز ب. لازاروس متجر تجزئة لأثاث الأطفال، وهو كيدز هوبلتاون في واشنطن العاصمة، خلال فترة طفرة المواليد بعد الحرب. تم الحصول عليها في عام 1966 من قبل المتاجر الكبرى بين الولايات. تغير تركيز المتجر في يونيو 1957، وافتتح لازاروس أول ألعاب تويز «آر» أص، المخصصة حصريًا للألعاب وليس الأثاث، في روكفيل بولاية ماريلاند. قام لازاروس أيضًا بتصميم وتنميط شعار تويز آر أص، والذي يتميز بحرف "R" للخلف لإعطاء انطباع بأن الطفل كتبه.

### القرن ال 21
عين مجلس الإدارة جون إيلر في منصب المدير التنفيذي (شوارتز سابقًا في منظمة الأغذية والزراعة) في مايو 2000. أطلق آيلر خطة لإعادة تصميم السلسلة وإعادة إطلاقها. إلقاء اللوم على ضغوط السوق (المنافسة من وول مارت وشركة تارجت)، فكرت شركة تويز آر أص في تقسيم ألعابها وأعمال الأطفال. في 17 مارس 2005، أعلن كونسورتيوم من بين كابيتال وكولبرج كرافيس روبرتس (KKR) وفورنادو ريالتي ترست عن 6.6 دولار مليار دولار من الاستحواذ على الشركة. أغلقت الأسهم العامة للمرة الأخيرة في 21 يوليو 2005 عند 26.75 دولارًا - بزيادة قدرها 63٪ منذ إعلان الشركة طرحها للبيع لأول مرة. أصبحت شركة تويز آر أص كيانًا مملوكًا للقطاع الخاص بعد الاستحواذ. لا تزال الشركة تتقدم إلى لجنة الأوراق المالية والبورصات، وفقًا لما تتطلبه اتفاقيات الديون الخاصة بها.

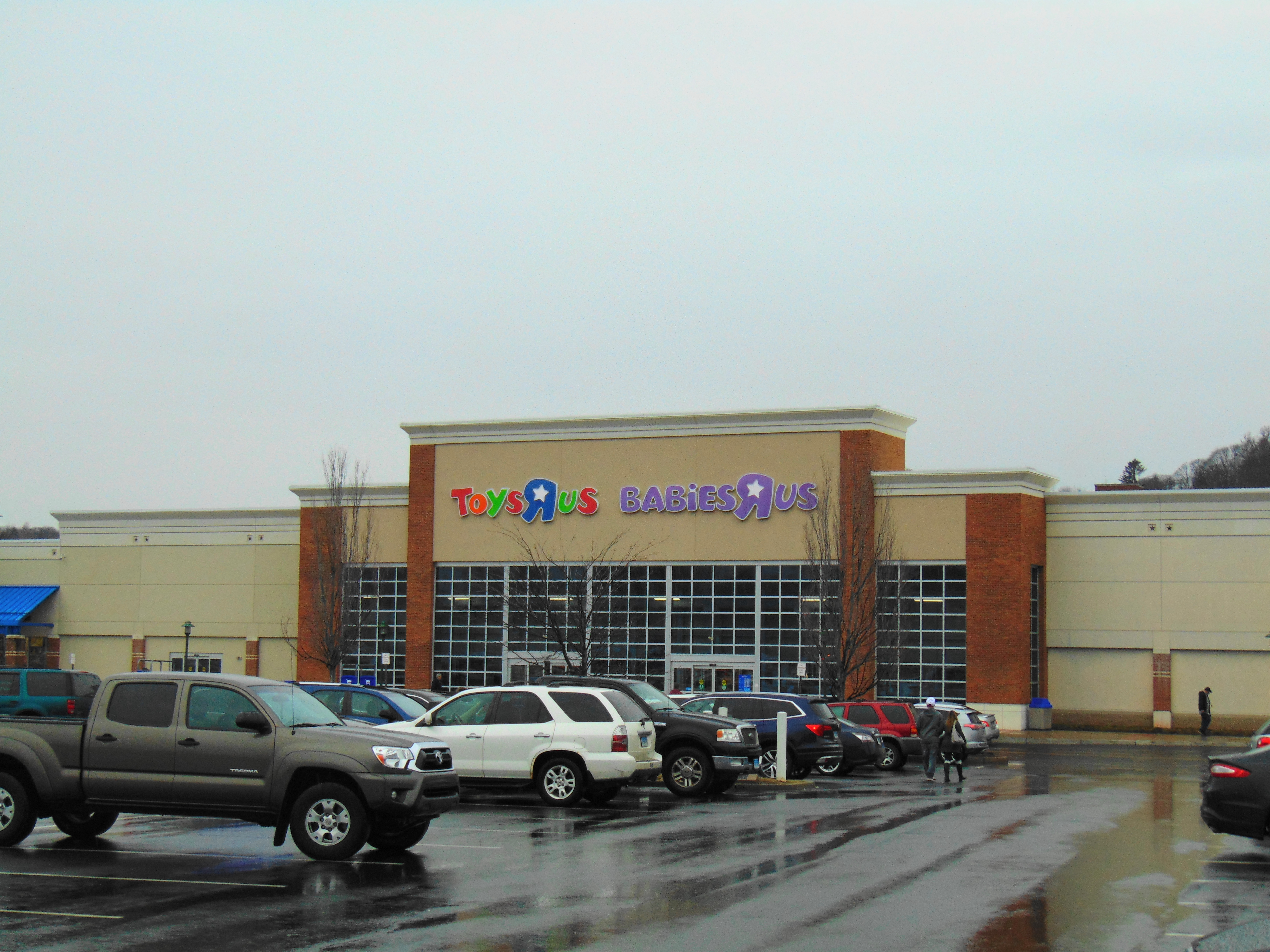
موقع تويز "آر" أص / بيبيز آر أص في واتربري، كونيتيكت، فبراير 2018.

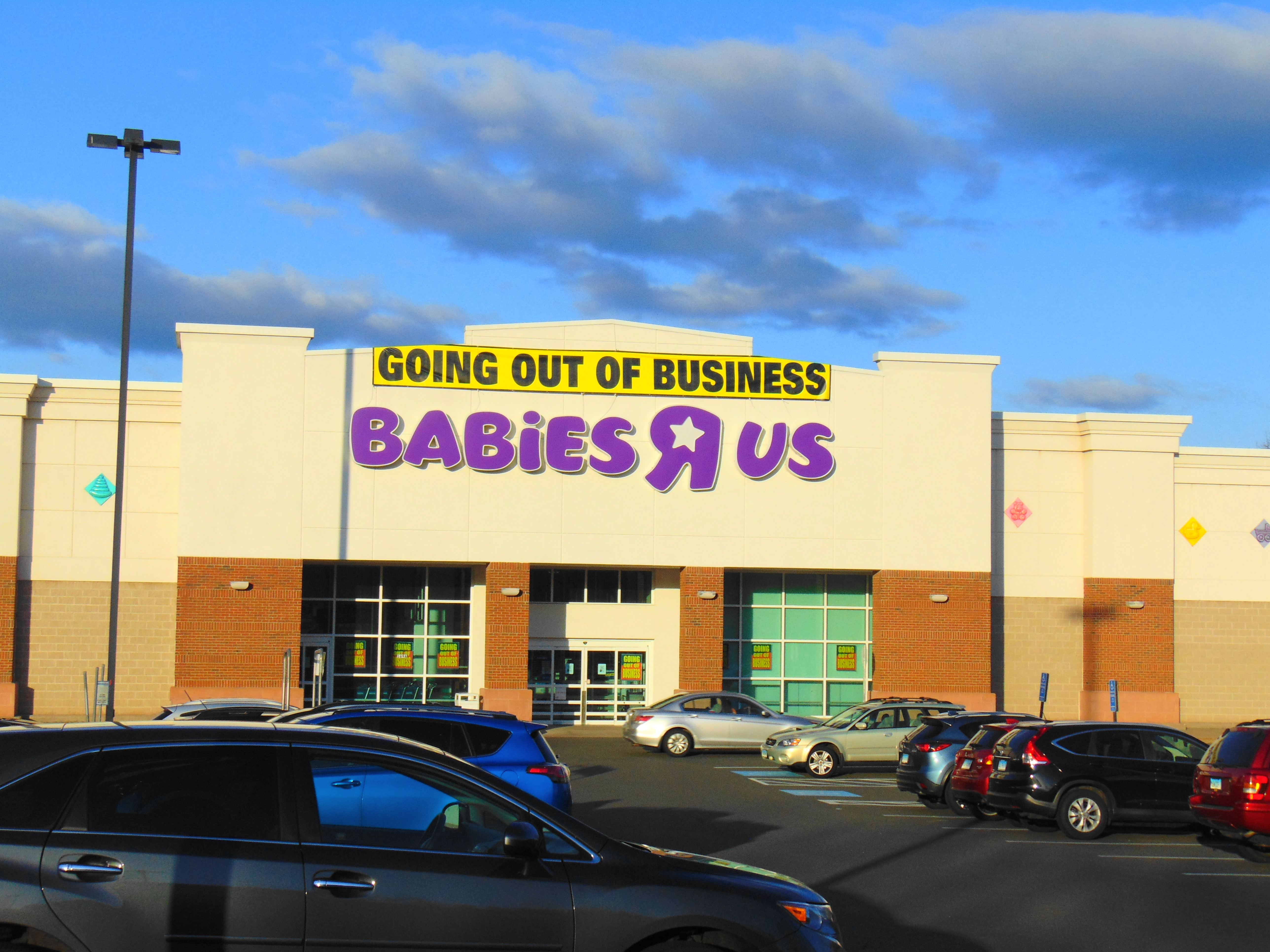
متجر بابيز آر أص مغلق في مانشستر، كونيتيكت، أبريل 2018

في ديسمبر 2013، قبل ثمانية أيام من الكريسماس، أعلنت شركة تويز آر أص أن متاجرها في الولايات المتحدة ستظل مفتوحة لمدة 87 ساعة متواصلة. كان المتجر الرئيسي لمتاجر التجزئة في تايمز سكوير مفتوحًا لمدة 24 ساعة في اليوم من 1 إلى 24 ديسمبر، لتلبية احتياجات السياح. جاء هذا الإعلان بعد أن تسببت الثلوج والأمطار في انخفاض بنسبة 9 في المائة تقريبًا على أساس سنوي في حركة المرور على الأقدام في المتاجر الأمريكية. دفعت هذه الخطوة أيضًا بائع التجزئة إلى توظيف 45000 عامل موسمي إضافي لتلبية الطلب على ساعات المتجر الممتدة. نظرًا لأن تجارة الألعاب موسمية بشكل لا يصدق، فإن أكثر من 40٪ من مبيعات الشركة تأتي خلال الربع الرابع من العام. في عام 2014، أعلنت شركة تويز آر أص عن إستراتيجيتها «ترو ترانس فورماشن»، والتي ركزت على الجهود المبذولة لإصلاح المشكلات الأساسية التي تؤثر على النمو المستقبلي، بما في ذلك تقليل الازدحام في المتاجر، وتحسين تجربة العملاء، ووضع استراتيجيات تسعير أكثر وضوحًا وعروض ترويجية، وتكامل أكثر إحكامًا بين البيع بالتجزئة والشركات عبر الإنترنت. في عام 2015، أطلقت الشركة أول متجر مفهوم جديد يسمى «توي لاب» في فريهولد، نيو جيرسي. يوفر التصميم الجديد مساحة أكبر للمعارض التفاعلية ومناطق للعب بألعاب جديدة قبل الشراء. تم توسيع هذا المفهوم منذ ذلك الحين ليشمل متاجر في كاليفورنيا وديلاوير وفلوريدا ونيويورك وبنسلفانيا.

### إفلاس

#### الولايات المتحدة وكندا

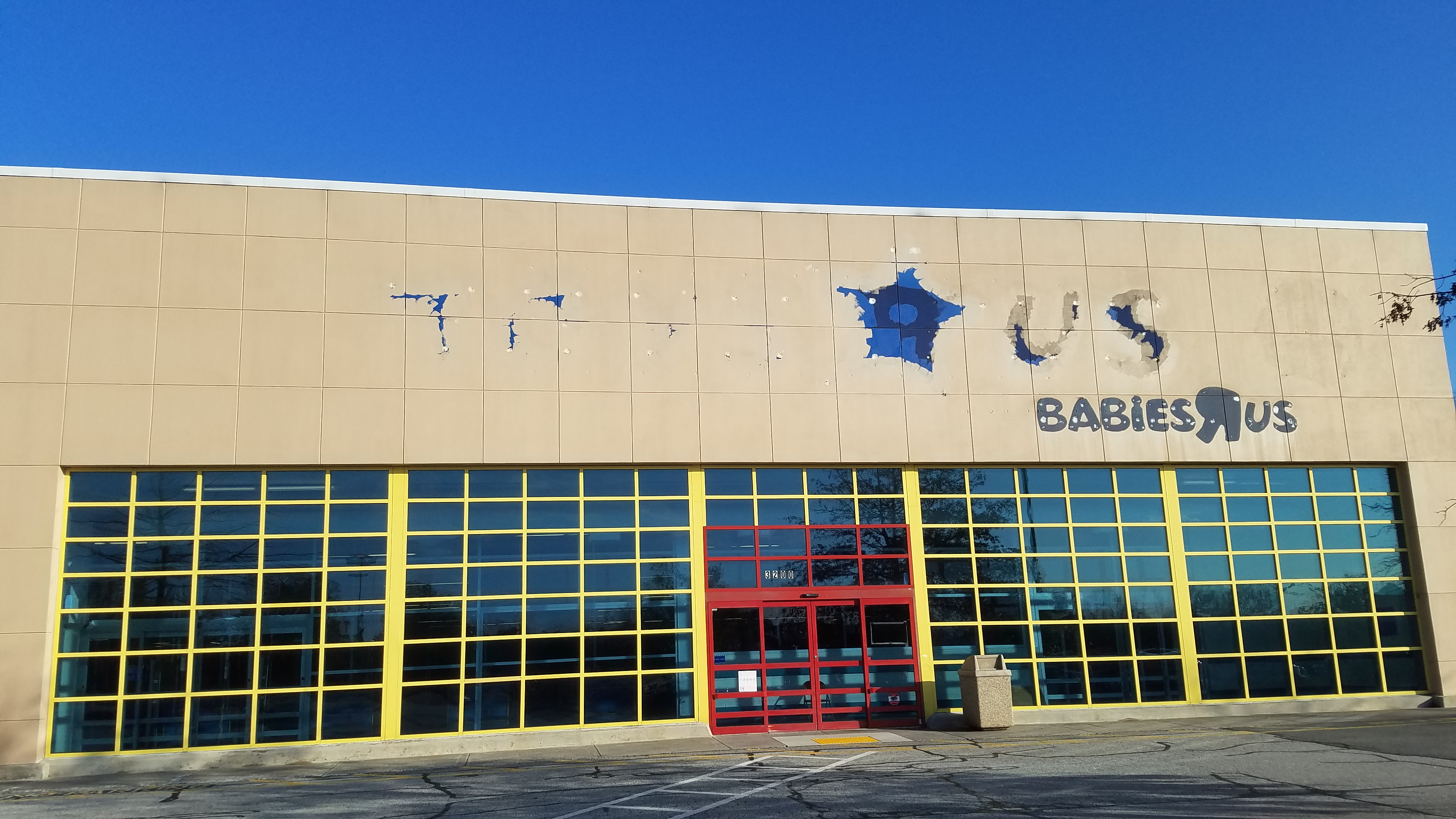
تويز آر أص المهجورة في وينستون سالم، نورث كارولاينا

في 18 سبتمبر 2017، تقدمت شركة تويز آر أص. بطلب لإفلاس الفصل 11، مشيرة إلى أن هذه الخطوة ستمنحها المرونة للتعامل مع 5 دولارات مليار من الديون طويلة الأجل، اقترض 2 دولار مليار دولار حتى تتمكن من الدفع للموردين لموسم العطلات القادم والاستثمار في تحسين العمليات الحالية. لم تحقق الشركة أرباحًا سنوية منذ عام 2013. وسجلت خسارة صافية قدرها 164 مليون دولار أمريكي في الربع المنتهي في 29 أبريل 2017. خسرت 126 دولارًا أمريكيًا مليون في نفس الفترة من العام السابق. كانت تدفع 400 مليون دولار أمريكي سنويًا لخدمة ديونها، مما منعها من الاستثمار في تحسينات التجارب داخل المتجر للتنافس مع أمازون ووول مارت. على الرغم من أن «نهاية العالم للبيع بالتجزئة» كانت أحد العوامل، فقد أشار بعض المحللين إلى أن الزيادة السريعة في الديون حدثت في ظل ملكيتها للأسهم الخاصة.
في 18 سبتمبر 2017، تقدمت شركة تويز آر أص. بطلب لإفلاس الفصل 11، مشيرة إلى أن هذه الخطوة ستمنحها المرونة للتعامل مع 5 دولارات مليار من الديون طويلة الأجل، اقترض 2 دولار مليار دولار حتى تتمكن من الدفع للموردين لموسم العطلات القادم والاستثمار في تحسين العمليات الحالية. لم تحقق الشركة أرباحًا سنوية منذ عام 2013. وسجلت خسارة صافية قدرها 164 مليون دولار أمريكي في الربع المنتهي في 29 أبريل 2017. خسرت 126 دولارًا أمريكيًا مليون في نفس الفترة من العام السابق. كانت تدفع 400 مليون دولار أمريكي سنويًا لخدمة ديونها، مما منعها من الاستثمار في تحسينات التجارب داخل المتجر للتنافس مع أمازون ووول مارت. على الرغم من أن «نهاية العالم للبيع بالتجزئة» كانت أحد العوامل، فقد أشار بعض المحللين إلى أن الزيادة السريعة في الديون حدثت في ظل ملكيتها للأسهم الخاصة. قيل في البداية أن العمليات الأمريكية والكندية فقط هي التي ستتأثر،  وأن متاجرها التقليدية ومواقع البيع عبر الإنترنت ستستمر في العمل في يناير 2018، أعلنت الشركة أنها ستقوم بتصفية وإغلاق ما يصل إلى 182 متجرًا من متاجرها في الولايات المتحدة كجزء من إعادة هيكلتها، بالإضافة إلى تحويل ما يصل إلى 12 متجرًا إلى شركة تويز آر أص and بابيز «ار» أص ذات العلامات التجارية المشتركة. المتاجر. في 28 فبراير 2018، أفيد أن الشركة كانت تستكشف الاحتفاظ بعملياتها الكندية الأقوى، وتصفية بعض متاجرها المملوكة للشركة إلى الامتيازات (تاركًا ما يقرب من 200 في سلسلة مصغرة). أعلنت شركة تويز آر أص. لاحقًا أنه سيتم إغلاق جميع المواقع الأمريكية. في 15 مارس 2018، حصلت شركة تويز آر أص على موافقة محكمة الإفلاس لتصفية متاجرها. كان هناك مشترون مهتمون بالحصول على مجموعات من المتاجر لاستخدامها كصالات عرض، بالإضافة إلى آخرين مهتمين بالحصول على العلامة التجارية للسلسلة والملكية الفكرية المرتبطة بها. أشارت الشركة في الإيداعات إلى أن العمليات الكندية كانت مربحة، وترغب في الحفاظ على عمليات السلسلة المكونة من 82 متجرًا من خلال البيع. قدمت ميجا انترتينمينت عرضًا للاستحواذ على العمليات الكندية. حاول إسحاق لاريان، الرئيس التنفيذي لشركة ميجا انترتينمينت، جمع 200 مليون دولار من خلال الاستثمارات والتمويل الجماعي العام لشراء ما لا يقل عن 400 موقع في الولايات المتحدة.

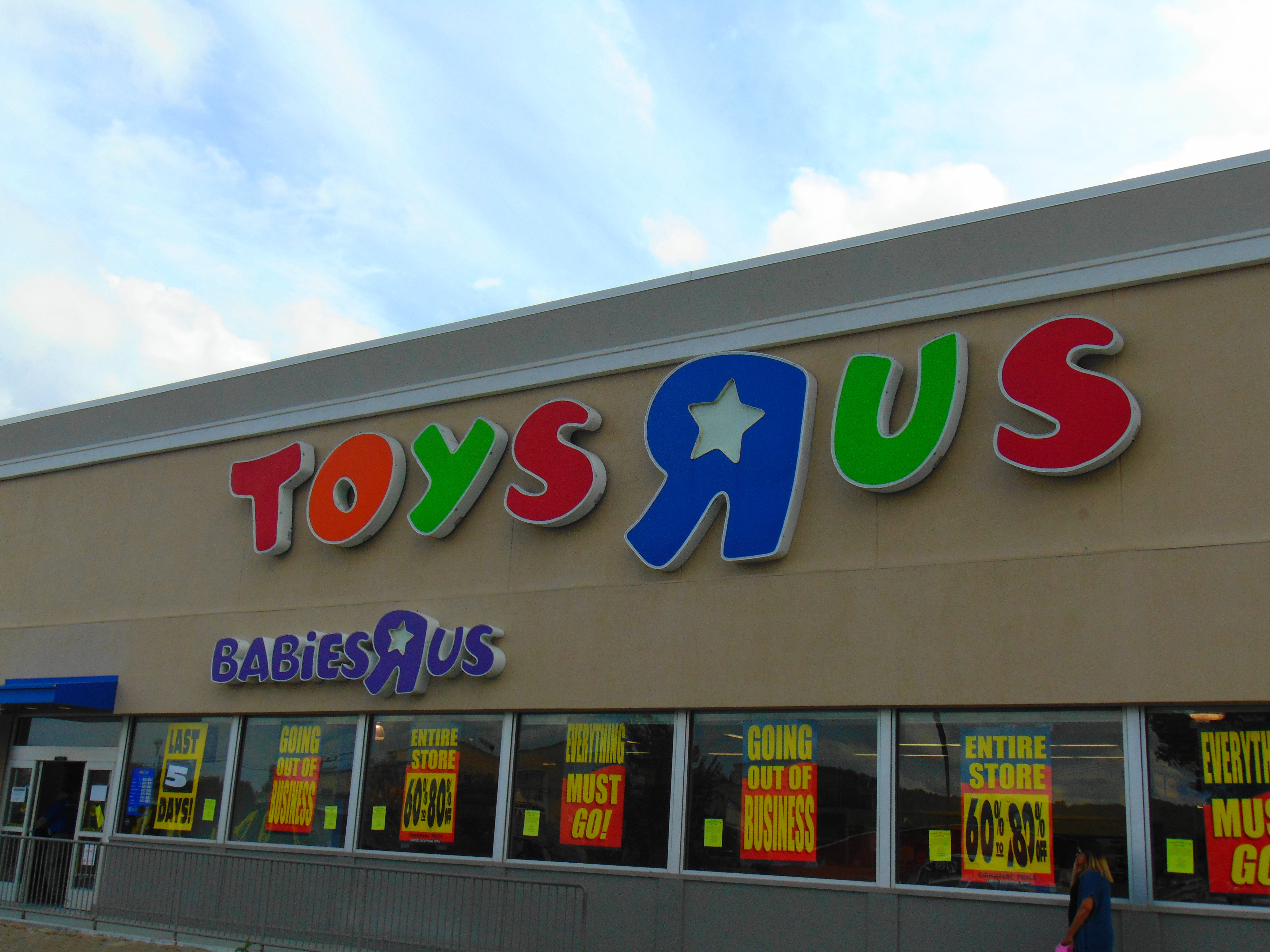
إغلاق متجر تويز آر أص في أوبورن، ماساتشوستس في يونيو 2018.

بدأت مبيعات التصفية في 23 مارس 2018. أغلق متجر السلسلة عبر الإنترنت في 29 مارس، وأعاد توجيه الزائرين إلى معلومات حول التصفية والإغلاق. في 24 أبريل 2018، تم الإعلان عن بيع القسم الكندي لشركة فيرفاكس المالية مقابل 234 مليون دولار تقريبًا، وسيستمر في تشغيل المواقع تحت اسم تويز آر أص. صرحت فيرفاكس بأنها كانت مهتمة بشراء مواقع أمريكية كامتداد لهذه العمليات الكندية. في 29 يونيو 2018، أغلقت شركة تويز آر أص جميع مواقعها المتبقية في الولايات المتحدة، بعد 70 عامًا من العمليات. في أوائل يوليو 2018، أفيد أن مستفيدين غير معروفين قد اشتروا كل المخزون المتبقي من موقعين في ولاية كارولينا الشمالية حتى يمكن التبرع بها للجمعيات الخيرية. في نوفمبر 2018، لاحظت مجلة فورتشن أن غياب بائع التجزئة خلال موسم العطلات 2018 يمثل 4 مليارات دولار أمريكي من مبيعات الألعاب التي يمكن أن يستفيد منها تجار التجزئة الآخرون. استفادت شركة مدينة الحفلات لمتاجر التجزئة لمستلزمات الحفلات من عمليات الإغلاق من خلال إنشاء متاجر منبثقة مؤقتة تحت العلامة التجارية توي سيتي والتي تملأ بعضها الشواغر التي خلفتها مواقع تويز آر أص.

### أوروبا
في 4 ديسمبر 2017، ذكرت الشركة أنها ستقوم بتصفية وإغلاق ما لا يقل عن 26 متجرًا في المملكة المتحدة كجزء من إعادة هيكلة الإعسار المعروفة باسم الترتيب الطوعي للشركة. بعد جمع 15 مليون جنيه إسترليني من الضرائب غير المدفوعة، دخلت شركة تويز آر أص ليمديد الإدارة في 28 فبراير 2018. في 2 مارس 2018، أُعلن أن جميع المتاجر في المملكة المتحدة ستبدأ في تصفية البيع،  وفي 14 مارس 2018، أُعلن أنه من المتوقع إغلاق جميع المتاجر في المملكة المتحدة في غضون ستة أسابيع. في 24 أبريل 2018، أوقفت شركة تويز آر أص التداول في المملكة المتحدة بعد 34 عامًا من الخدمة. في 21 أبريل 2018، أُعلن أن المنافس البريطاني والأيرلندي سميث سيشتري متاجر تويز آر أص في ألمانيا والنمسا وسويسرا، بالإضافة إلى مكتب تويز آر أص أوروبا الرئيسي في كولونيا. قال سميث أنه سيتم تغيير العلامة التجارية لجميع المنافذ التي تم الحصول عليها. في 13 أبريل، قدم إسحاق لاريان عرضًا لشراء 356 متجرًا لـ تويز آر أص مقابل 890 مليون دولار، ولكن تم رفضه في 17 أبريل وتم إلغاؤه بالكامل في 23 أبريل. في 19 يوليو 2019، أُعلن أن بيس ويس تويز ستحل محل متاجر تويز آر أص السابقة في فرنسا.

### أستراليا
دخل الجناح الأسترالي لشركة تويز آر أص الإدارة التطوعية في 22 مايو. في 20 يونيو، تم الإعلان عن إغلاق جميع متاجرهم الأسترالية أيضًا. تم إغلاق جميع المحلات في 5 أغسطس 2018. على الرغم من أنها عادت منذ ذلك الحين ككيان متصل بالإنترنت فقط.

### آسيا
في حين أشار ممثلو الذراع الآسيوية لشركة تويز آر أص باستمرار إلى أنهم يعملون ككيان قانوني منفصل عن الشركة الأم ولا يتأثرون بالأحداث في الشركة الأم، شاركت شركة تويز آر أص في محادثات منذ فبراير 2018 لتفريغ حصة الأغلبية في تويز آر أص آسيا لمقدم العطاء لمليار دولار أمريكي مقترح بينما تستمر المنافذ في آسيا في العمل دون أن تتأثر. تم تنقيح العطاء المخطط نزولاً إلى 760 مليون دولار أمريكي في أغسطس ومن المقرر إجراؤه في سبتمبر بينما طلبت شركة تويز آر أص أمر محكمة في الولايات المتحدة لتجريد شركة فونغ ريتالنج، وهي شريك مقره هونج كونج يدير غالبية عمليات تويز آر أص الآسيوية، من خيار شراء حق الرفض وإجبار فونغ ريتالنج على تحرير حصتها من الوحدة. يأتي هذا في أعقاب مزاعم شركة تويز آر أص "بأن شركة فونغ ريتالنج أدت إلى تأخير البيع عن طريق إجراءات قضائية تم رفعها من خلال نظام القضاء في هونغ كونغ لتثبيط مقدمي العروض المنافسين والحصول على حصة تويز آر أص بسعر أقل؛  أصدرت محكمة الإفلاس في المنطقة الشرقية في فيرجينيا بعد ذلك أمرًا لـ فونغ ريتالنج بإسقاط أمر المحكمة الخاص بالتأخير في تقرير 28 سبتمبر 2018. في 16 نوفمبر 2018، أعلنت شركة تويز آر أص آسيا أن الشركة الأم باعت رسميًا الوحدة الآسيوية إلى فونغ ريتالنج والعديد من مقرضي تويز آر أص بقيمة 900 مليون دولار أمريكي (تمت المراجعة لاحقًا إلى 760 مليون دولار أمريكي )، مع حصول فونغ ريتالنج على زيادة في أسهم الوحدة لتصبح المساهم الرئيسي في تويز آر أص آسيا والوحدة التي تضمن حقوق الترخيص للاحتفاظ بعلامة تويز آر أص.

### إعادة الهيكلة وترو كيدز.
في جمعية صناعة الألعاب الألعاب، كشفت الشركة عن خطط لمشروع أولي يعرف باسم جيفري توي بوكس، وهو مفهوم متجر للبيع بالجملة داخل متجر خططت الشركة لنشره في الوقت المناسب لموسم التسوق في العطلات.. وقد خططت الشركة لإحياء علامتي تويز آر أص وبابيز آر أص في المستقبل. في نوفمبر 2018، أُعلن أن سلسلة متاجر البقالة كروجر ستضيف عروض لعب تحت العلامة التجارية جيفري توي بوكس إلى بعض مواقعها لبيع مجموعة مختارة من منتجات تويز آر أص ذات العلامات التجارية الخاصة. تعمل العلامة التجارية تحت شركة جيفري ذ م م، وهي شركة قابضة للملكية الفكرية ضمن تويز آر أص. في 20 يناير 2019، خرجت الشركة من الإفلاس باسم ترو كيدز. اعتبارًا من 21 يونيو 2019، تخطط الشركة لفتح متاجر جديدة في الولايات المتحدة من المقرر أن تبلغ مساحتها 10000 قدم مربع، أي ما يقرب من ثلث حجم العلامة التجارية الكبيرة التي تم إغلاقها في عام 2018.
في 8 أكتوبر 2019، أعلن ترو الأطفال شراكة مع المنافس الهدف الذي سيعاد ToysRUs.com قبل موسم العطلات 2019 والموجهات المتسوقين لتارجت بمجرد تحديد زر «شراء». في 27 نوفمبر 2019، افتتحت شركة تويز آر أص متجرًا للبيع بالتجزئة في جاردن ستيت بلازا في باراموس، نيو جيرسي. في 7 ديسمبر 2019، تم افتتاح موقع ثانٍ في غاليريا في هيوستن، تكساس. في عام 2020، أنهت شركة تويز آر أص صفقتها مع تارجت، وبدلاً من ذلك، عاد موقع Toysrus.com إلى مبيعاته من خلال أمازون، وهذه هي المرة الأولى منذ عام 2006 التي تدخل فيها تويز آر أص في شراكة مع أمازون. في عام 2021، نتيجة للخسائر المالية الناجمة عن جائحة فيروس كورونا 2019–20، أغلق المتجران الأمريكيان الوحيدان مرة أخرى. تم إغلاق موقع هيوستن في 15 يناير 2021 وأغلق موقع باراموس في 26 يناير 2021. صرحت الشركة أنها اتخذت قرارًا استراتيجيًا لتوجيه إستراتيجية متجرها، حتى يتمكنوا من البحث عن متاجر ومنصات جديدة توفر حركة مرور أفضل وأنهم يواصلون الاستثمار في القنوات التي يرغب العملاء في مواصلة تجربة علامتهم التجارية.

### المتجر الرئيسي

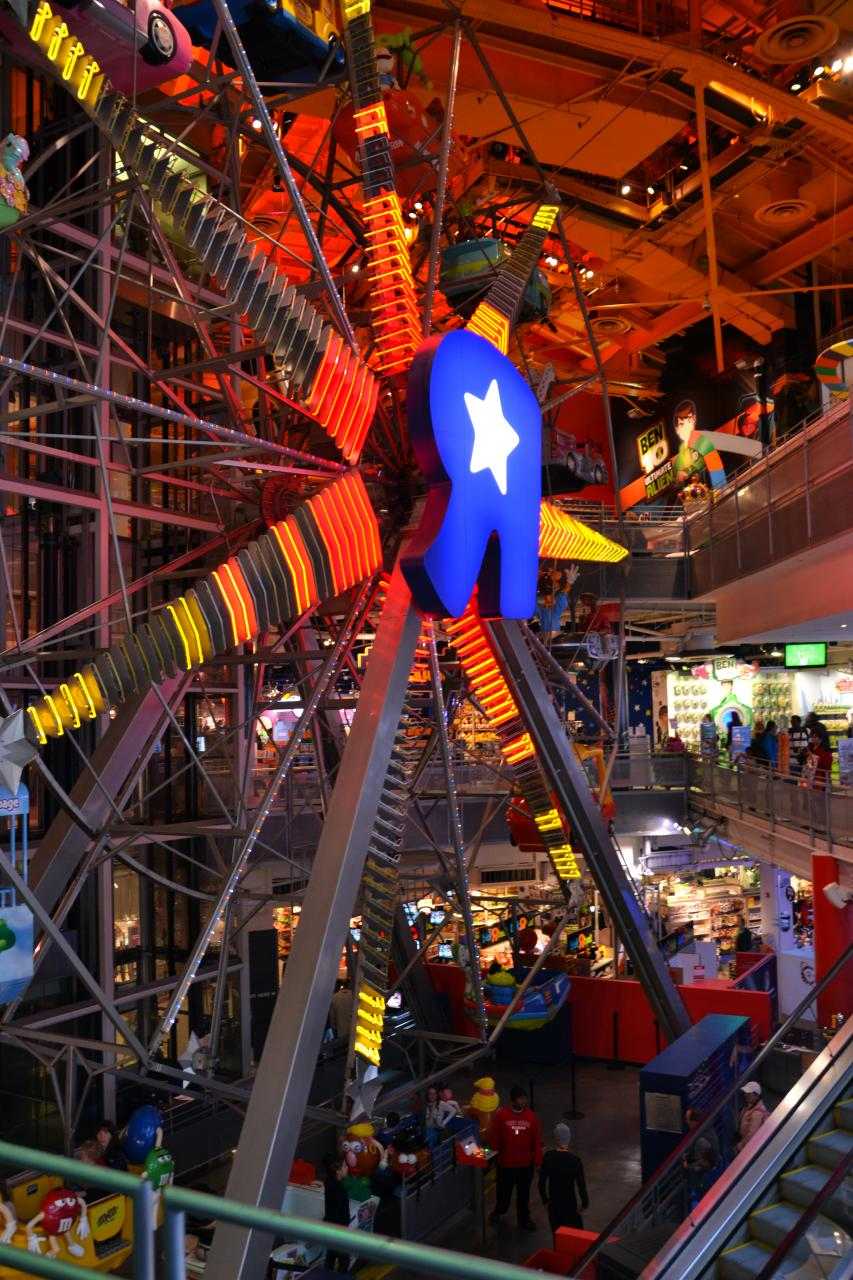
متجر رئيسي في نيويورك الداخلية

في يوليو 2001، افتتحت شركة تويز آر أص متجرًا عالميًا رئيسيًا في تايمز سكوير بنيويورك بتكلفة 35 مليون دولار. تضمن المتجر الذي تبلغ مساحته 110.000 قدم مربع مناطق مختلفة مثل باربي (مع منزل أحلام بالحجم الطبيعي)، ومتنزه جوراسيك (مع تيرانوصور متحرك)، وليغو، وشركة ويلي ونكا كاندي، ودولاب هواء الداخلية المميزة. اجتذب المتجر آلاف السياح لأكثر من عقد من الزمان قبل أن تقرر الشركة إلغاء عقد إيجارها في ديسمبر 2015. في أغسطس 2017، أعلنت شركة تويز آر أص عن افتتاح متجر مؤقت بمساحة 35000 قدم مربع بالقرب من المتجر الأصلي الذي سيفتح أبوابه في موسم الأعياد. كان المتجر الرئيسي أيضًا بمثابة وجهة للألعاب، حيث دخل في شراكة مع مايكرسوفت ليكون أول موقع في العالم لإطلاق وحدة تحكم إكس بوكس الأصلية في 15 نوفمبر 2001. في عام 2006، أضاف المتجر ثورة الرقص الرقص سوبر نوفا في قسم الإلكترونيات. أضاف المتجر لاحقًا ساحة ألعاب ترفيهية كاملة، تُعرف باسم ار كايد.

### العطاء الخيري والمبادرات البيئية
منذ عام 2004، دخلت شركة تويز آر أص في شراكة مع مؤسسة لعب للتوتس لتكون بمثابة موقع تبرع لأي شخص يتبرع بالألعاب غير المغلفة أو الهدايا المالية. منذ بداية الشراكة، ذكرت شركة ألعاب لتوتس أن حملات تويز آر أص قد جمعت أكثر من 55 دولارًا مليون وتبرع بأكثر من 4 ملايين لعبة. أقامت الشركة أيضًا شراكة مع يسلم الأطفال / الأزياء، وهي منظمة غير ربحية تربط تجار التجزئة والمصنعين والمؤسسات والأفراد بالوكالات المحلية غير الربحية. قامت منظمة تويز آر أصصندوق الأطفال، وهي مؤسسة خيرية عامة تابعة للشركة، بعقد شراكة مع منظمات غير ربحية لتقديم منتجات وهدايا مالية للأطفال المحتاجين. ساهم صندوق الأطفال في تويز آر أص بأكثر من 7.6 دولار مليون دولار لمبادرات إنقاذ الطفولة في أعقاب الكوارث الطبيعية مثل إعصار ساندي، وفي عام 2016، قدمت المؤسسة الخيرية 1 دولار مليون منحة لمنح أطفال القرية العالمية. في عام 2017، أطلقت الشركة حملة خيرية قصيرة الأمد مع مستشفى سانت جود لبحوث الأطفال. في 11 أبريل 2011، أعلنت شركة تويز آر أص أنها تخطط لتغطية 70 في المائة من سقف مركز التوزيع الخاص بها في فلاندرز، نيو جيرسي بتركيب شمسي. ادعت الشركة أن مشروع الطاقة الشمسية هذا الذي تبلغ قدرته 5.38 ميغاوات سيكون أكبر مشروع للطاقة الشمسية على الأسطح في أمريكا الشمالية.

### سلامة المنتج
وبحسب ما ورد نفذت شركة تويز آر أص معايير أمان عالية، وفي عام 2007 تعهدت باتباع نهج صارم تجاه محاسبة البائعين على استيفاء هذه المعايير. قال الرئيس والمدير التنفيذي السابق جيرالد إل ستورتش، في شهادته أمام اللجنة الفرعية للاعتمادات التابعة لمجلس الشيوخ بشأن الخدمات المالية والحكومة العامة بشأن سلامة الألعاب في سبتمبر 2007، إنه يؤيد تشريعًا جديدًا يعزز معايير سلامة الألعاب ويوضح المبادرات الجديدة التي وضعها بائع التجزئة لضمان ذلك يتلقى عملاؤها معلومات في الوقت المناسب عن عمليات الاسترداد (بما في ذلك موقع ويب جديد). في عام 2008، أدخلت الشركة معايير أكثر صرامة لسلامة المنتجات تتجاوز المتطلبات الفيدرالية. من بين المعايير الجديدة، كان من الضروري أن تفي المواد داخل الألعاب بمعيار يبلغ 250 جزءًا في المليون من الرصاص لجميع المنتجات المصنعة حصريًا لتاجر التجزئة (مقارنة بالمعيار الفيدرالي البالغ 600 جزء في المليون.) كما أعلنت شركة تويز آر أص عن مطالبتها بإنتاج منتجات الأطفال دون إضافة مادة الفثالات، الأمر الذي أثار مخاوف بشأن سلامة الأطفال. قامت الشركة منذ ذلك الحين بتعديل متطلباتها لتلبي المعايير الفيدرالية الجديدة التي تم سنها مع قانون تحسين سلامة المنتجات الاستهلاكية لعام 2008.

### العمليات الدولية

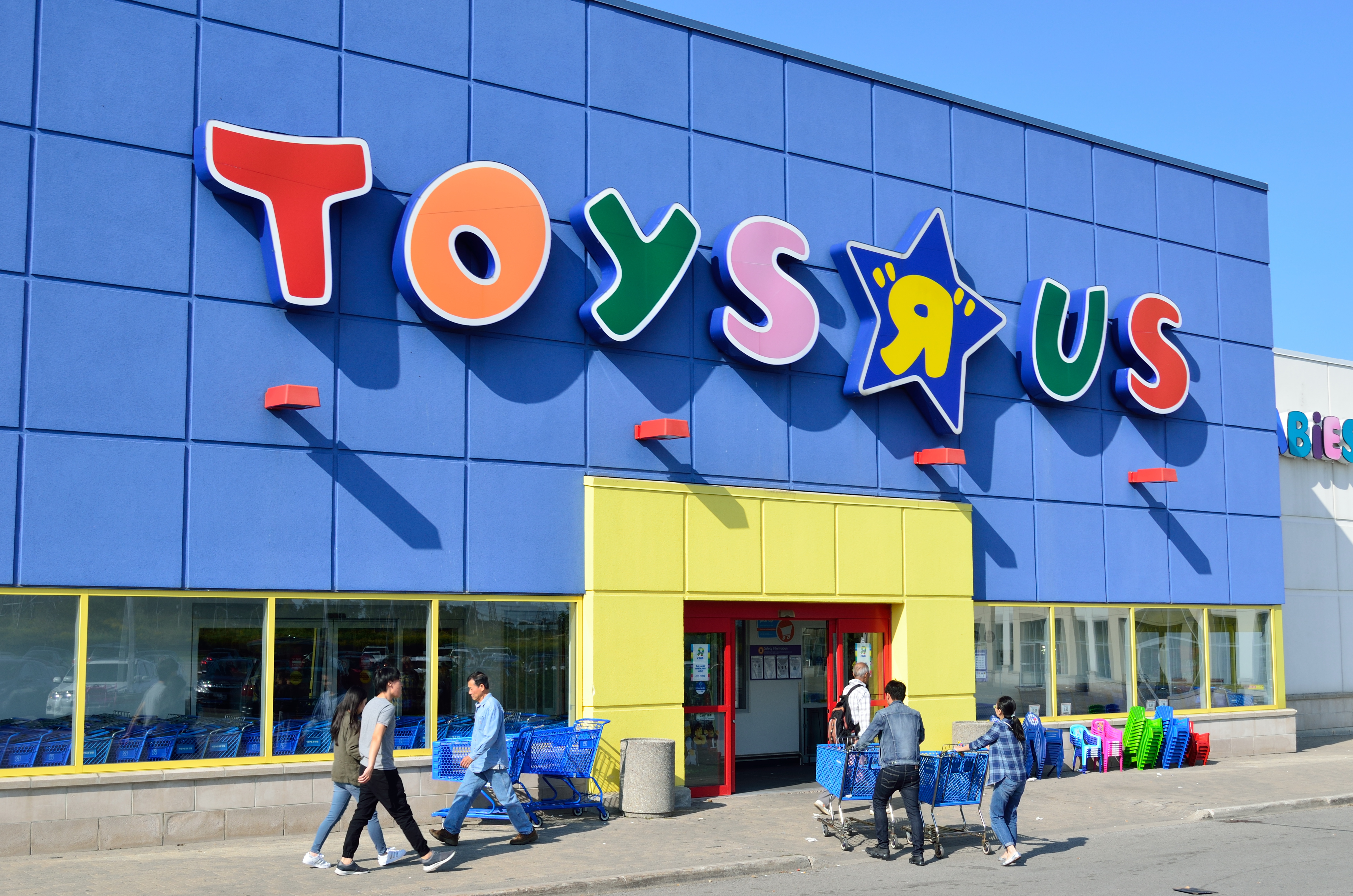
تويز آر أص في ريتشموند هيل، أونتاريو، كندا. تعد كندا من أوائل الأسواق الخارجية المستهدفة للتوسع الدولي.

بالإضافة إلى توسعها في الولايات المتحدة، أطلقت شركة تويز آر أص حضورًا عالميًا في سبتمبر 1984 عندما افتتحت الشركة أول متجر دولي مملوك لها بالكامل في كندا ومرخص لها في سنغافورة. دخلت شركة تويز آر أص سوق المملكة المتحدة في عام 1985. أثناء دخولها مؤخرًا إلى سوق جديد في نوفمبر 2011 عندما افتتحت أول متجر مرخص لها في بولندا (المدينة الزرقاء)، قامت شركة تويز آر أص، العالمية بتشغيل أكثر من 600 متجر عالمي وأكثر من 140 متجرًا مرخصًا في 35 دولة ومنطقة قضائية خارج الولايات المتحدة. في ذروتها، كان لـ تويز آر أص، العالمية وجود في 40 دولة. العديد من هذه المتاجر كانت مملوكة لشركات، لكن المتاجر في بعض البلدان كانت مملوكة ومدارة بشكل مستقل مع شركة تويز آر أص التي ترخص اسمها لشركة محلية.

### أفريقيا والشرق الأوسط
تدير مجموعة الفطيم منذ عام 1995 متاجر في البحرين ومصر والكويت وعمان وقطر والإمارات العربية المتحدة. يتم تشغيل المتاجر في إسرائيل من قبل مجموعة فيشمان للبيع بالتجزئة، بينما تمتلك شركة تسويق المتاجر في المملكة العربية السعودية. كما أن المتاجر في جنوب إفريقيا وناميبيا وزامبيا مملوكة ومدارة بشكل مستقل.

### آسيا
تتمتع شركة تويز آر أص بحضور واسع في مناطق شرق آسيا وجنوب شرق آسيا تحت مظلة تويز آر أص آسيا، وهي عبارة عن اندماج فضفاض للمشاريع المشتركة مع الشركات المحلية. تعمل متاجر تويز آر أص في بروناي والصين (البر الرئيسي وهونغ كونغ وماكاو) والهند واليابان وكوريا الجنوبية وماليزيا والفلبين وسنغافورة وتايوان وتايلاند. تم إنشاء الوحدة الآسيوية في الأصل في عام 1985 كشراكة بين تويز آر أص وفونغ ريتالنج، فرع البيع بالتجزئة لمجموعة مجموعة فونغ (مجموعة مقرها هونغ كونغ تمتلك أيضًا لي وفونغ، موزع تجزئة رئيسي)، مع تمتلك الشركة الأم حصة أغلبية تبلغ 85٪ بينما تمتلك فونغ ريتالنج باقي الأسهم. بعد بيع تويز آر أص للوحدة الآسيوية في نوفمبر 2018، أصبحت فونغ ريتالنج المساهم الرئيسي في الوحدة، حيث تمتلك حصة متزايدة بنسبة 21٪ بينما يتم توزيع نسبة 79٪ المتبقية من تويز آر أص بين مجموعة من الألعاب المقرضون «ار» أص.

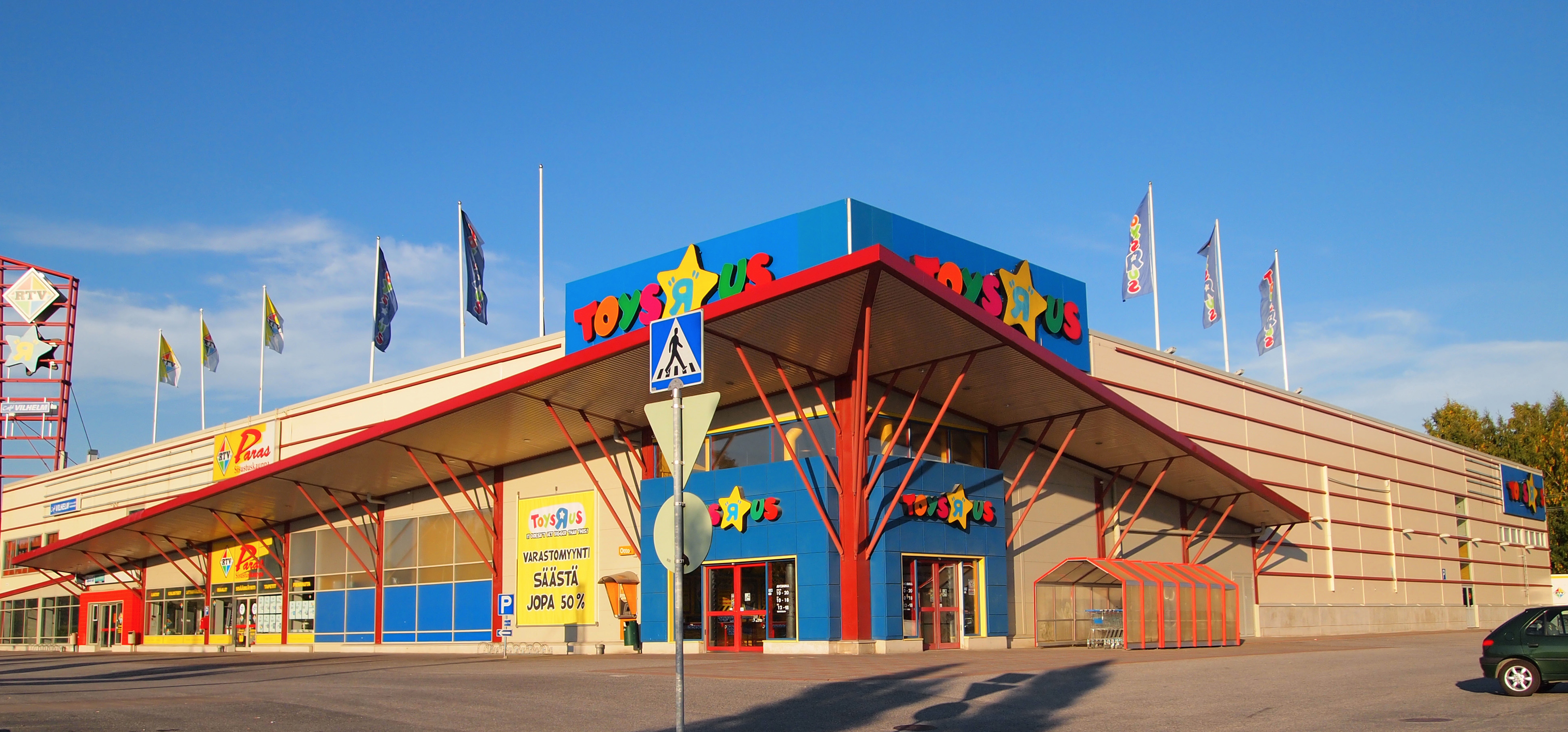
تويز آر أص في يوفاسكولا، فنلندا

تم إنشاء مواقع في كوريا الجنوبية والهند من خلال مشاريع مشتركة تم تشكيلها بالاشتراك مع لوت مارت في عام 2007 ولولو هايبر ماركت في عام 2017، على التوالي. مدعومة بالطلب المتزايد على الألعاب في منطقة آسيا والمحيط الهادئ، تعتبر الأسلحة الآسيوية واليابانية لـ تويز آر أص من بين الشركات التابعة لـ تويز آر أص التي ظلت مربحة في العقد الأول من القرن الحادي والعشرين، وسجلت نموًا «مزدوج الرقم» في الإيرادات من خلال منتصف إلى أواخر عام 2010. في عام 2015، سجلت شركة تويز آر أص آسيا إجمالي حجم مبيعاتها 1.85 مليار دولار أمريكي؛  للسنة المنتهية في يناير 2017، بلغ إجمالي صافي المبيعات من الصين وجنوب شرق آسيا ما يقرب من 375 مليون دولار أمريكي، بينما حققت الذراع اليابانية صافي مبيعات بقيمة 1.3 مليار دولار أمريكي من تويز آر أص، على الرغم من انخفاض الأرباح السنوية مؤخرًا، و 20.3 دولار أمريكي مليون من بابيز «ار» أص. نظرًا لوضعها القانوني المنفصل عن الشركة الأم، فإن الوحدات الآسيوية في تويز آر أص لم تتأثر في الغالب بالمشاكل في الشركة الأم.

### أوروبا
المواقع في بولندا (16 موقعًا) والبرتغال وإسبانيا مملوكة للشركات. في ذروتها، كان لدى تويز آر أص 105 متجرًا في المملكة المتحدة، تم إغلاق 100 متجر المتبقية بحلول 24 أبريل 2018. في أبريل 2018، أُعلن أن سميث ستستحوذ على متاجر في النمسا وألمانيا وسويسرا. اعتبارًا من يوليو 2018، لا تزال المبيعات معلقة. لم يتم الإعلان بعد عن خطط لمتاجر في دول أوروبية أخرى، لكن التصفية مرجحة. كما قامت شركة تويز آر أص بتشغيل متاجر في هولندا حتى عام 2009. كما قامت شركة تويز آر أص بتشغيل متاجر في فرنسا حتى عام 2019. متاجر في الدنمارك وفنلندا وأيسلندا والنرويج والسويد مملوكة لشركة توب توي. أعلنت شركة Top Toy عن إفلاسها في 30 ديسمبر 2018 بسبب ضعف مبيعات العطلات.

## كندا
بدأت الذراع الكندية لشركة تويز آر أص عملها في عام 1983 ويقع مقرها الرئيسي في كونكورد، أونتاريو. اعتبارًا من بيعها لشركة فيرفاكس المالية في 1 يونيو 2018، تضم السلسلة 82 متجرًا تستمر في العمل تحت اسم تويز آر أص بعد البيع.

### أوقيانوسيا

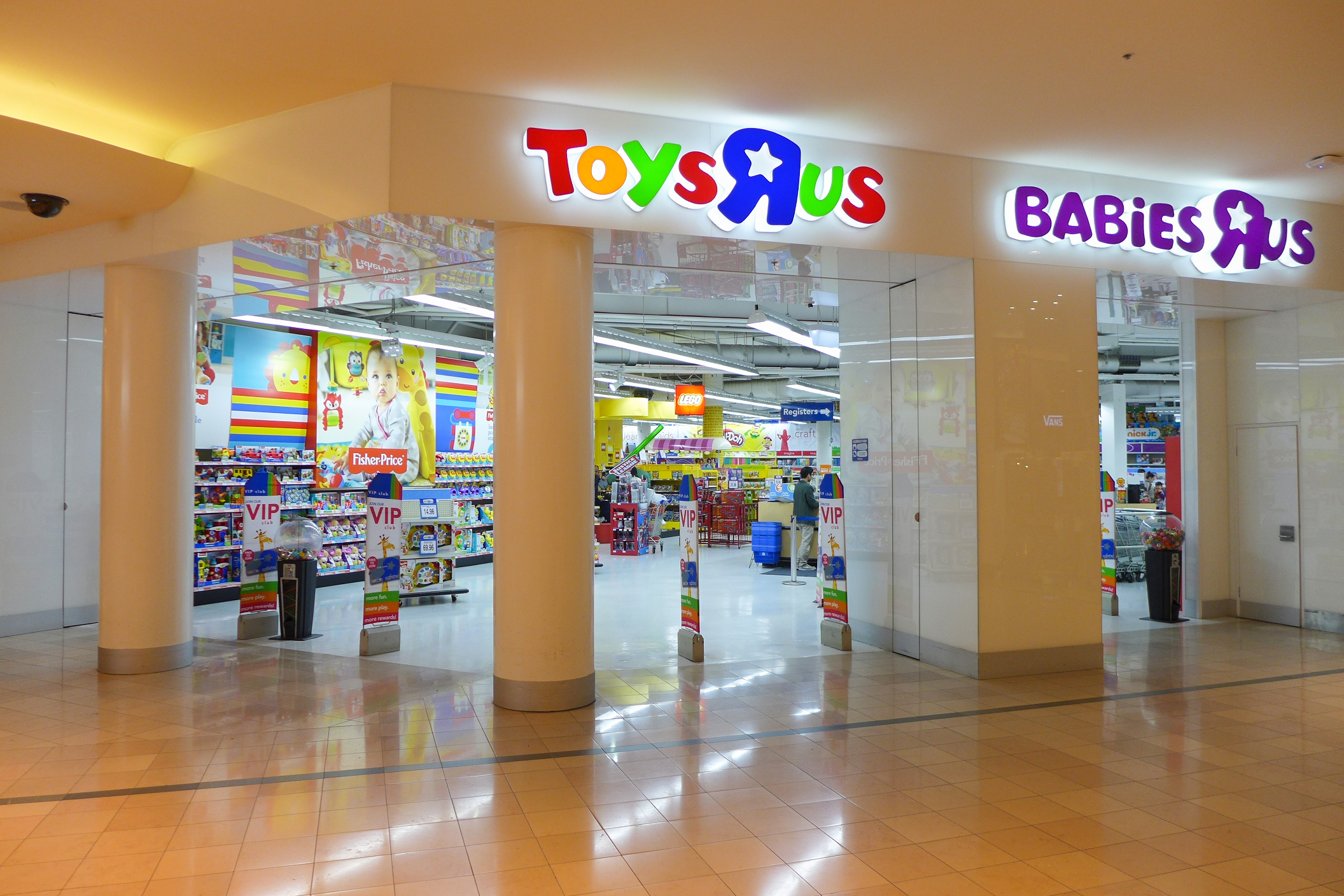
تويز "آر" أص في مركز تسوق شادستون، ملبورن، أستراليا.

أغلقت شركة تويز آر أص متاجرها الـ 44 في أستراليا في 5 أغسطس 2018. ومع ذلك، في 5 يونيو 2019، ستعود شركة تويز آر أص إلى أستراليا بموجب شراكة مع هوبي وارهاوس.

## قائمة المتجر
حتى تصفيتها وإغلاقها في عام 2018، امتلكت الشركة 739 متجرًا في الولايات المتحدة، بالإضافة إلى أكثر من 750 متجرًا دوليًا وأكثر من 245 متجرًا مرخصًا في 37 دولة وسلطة قضائية.

### المواقع الحالية
| القارة          | بلدان                      | عدد من المتاجر | الشركة الام                       |
| --------------- | -------------------------- | -------------- | --------------------------------- |
| آسيا            | . البحرين                  | 1              | مجموعة الفطيم                     |
| آسيا            | . بروناي                   | 1              | تويز آر أص آسيا                   |
| آسيا            | . الصين                    | 196            | تويز آر أص آسيا                   |
| آسيا            | . الهند                    | 7              | تويز آر أص آسيا ولولو هايبر ماركت |
| آسيا            | . إسرائيل                  | 18             | مجموعة فيشمان ريتيل               |
| آسيا            | . اليابان                  | 47             | تويز آر أص آسيا                   |
| آسيا            | . الكويت                   | 2              | مجموعة الفطيم                     |
| آسيا            | . ماليزيا                  | 43             | تويز آر أص آسيا                   |
| آسيا            | . فيلبيني                  | 42             | تويز آر أص آسيا                   |
| آسيا            | . سلطنة عمان               | 1              | مجموعة الفطيم                     |
| آسيا            | . دولة قطر                 | 3              | مجموعة الفطيم                     |
| آسيا            | . المملكة العربية السعودية | 13             | MSCPO (تسويق)                     |
| آسيا            | . سنغافورة                 | 10             | تويز آر أص آسيا                   |
| آسيا            | . كوريا الجنوبية           | 34             | تويز "آر" أص آسيا ولوت مارت       |
| آسيا            | . تايوان                   | 22             | تويز آر أص آسيا                   |
| آسيا            | . تايلاند                  | 20             | تويز آر أص آسيا                   |
| آسيا            | . الإمارات العربية المتحدة | 11             | مجموعة الفطيم                     |
| أفريقيا         | .مصر                       | 3              | مجموعة الفطيم                     |
| أفريقيا         | . ناميبيا                  | 1              | مستقل                             |
| أفريقيا         | . جنوب أفريقيا             | 47             | مستقل                             |
| أفريقيا         | . زامبيا                   | 1              | مستقل                             |
| أوروبا          | .بولندا                    | 16             | الالعاب لنا                       |
| أوروبا          | . البرتغال                 | 11             | الالعاب لنا                       |
| أوروبا          | . إسبانيا                  | 14             | الالعاب لنا                       |
| أمريكا الشمالية | .كندا                      | 83             | فيرفاكس المالية                   |

### المواقع السابقة
| القارة          | دولة                | عدد المحلات (قبل الاغلاق) | الشركة الام             | مصير |
| --------------- | ------------------- | ------------------------- | ----------------------- | --- |
| آسيا            | . إندونيسيا         | 1                         | مُرخص مستقل              | تم شراؤها وإعادة تسميتها باسم توي كينجدوم في أوائل عام 2010. |
| أستراليا        | . أستراليا *        | 44                        | الالعاب لنا             | تم تقديمه للإدارة التطوعية في مايو 2018 وأغلق جميع المحلات بداية شهر أغسطس. |
| أوروبا          | . النمسا            | 16                        | الالعاب لنا             | تم شراؤها من قبل سميث في عام 2018. تم إعادة تسمية جميع المتاجر تحت الاسم في عام 2019. |
| أوروبا          | . الدنمارك          | 20                        | أعلى لعبة               | تقدمت الشركة الأم بطلب إفلاس في ديسمبر 2018. |
| أوروبا          | . فنلندا            | 2                         | أعلى لعبة               | تقدمت الشركة الأم بطلب إفلاس في ديسمبر 2018. |
| أوروبا          | . فرنسا             | 53                        | الالعاب لنا             | دخلت العمليات الفرنسية إلى الحراسة القضائية في يوليو من أجل البحث عن مشتر. تم شراء الامتياز الذي يضم 44 متجرًا بواسطة جيليج جويتز في أكتوبر 2018، والذي قام بدمج العمل مع مالك ألعاب بيك ويك لانديركس العالمية في أبريل 2019 لتشكيل بيك ويك تويز التي تم تغيير اسم متاجر تويز آر أص وبيك ويك إليها في يوليو 2019 تحت ملكية لاندريكس. |
| أوروبا          | . ألمانيا           | 67                        | الالعاب لنا             | تم شراؤها من قبل سميث في عام 2018. تم إعادة تسمية جميع المتاجر تحت الاسم في عام 2019. |
| أوروبا          | . أيسلندا           |                           | أعلى لعبة               | تقدمت الشركة الأم بطلب إفلاس في ديسمبر 2018. |
| أوروبا          | . هولندا            | 17                        | سبيلهوورن               | انتهت صلاحية ترخيص سبيلهوورن لاستخدام اسم تويز آر أص في أوائل عام 2009 ولم يتم تجديده، لذلك في مارس 2009، أعادت Speelhoorn تسمية جميع المتاجر باسم Toys XL. الذي إنترتويز في عام 2017. حاولوا في الأصل بيع المتاجر في عام 1997 إلى بلكر القابضة ولكن تم رفض الإذن بسبب تكاليف المنافسة.                                             |

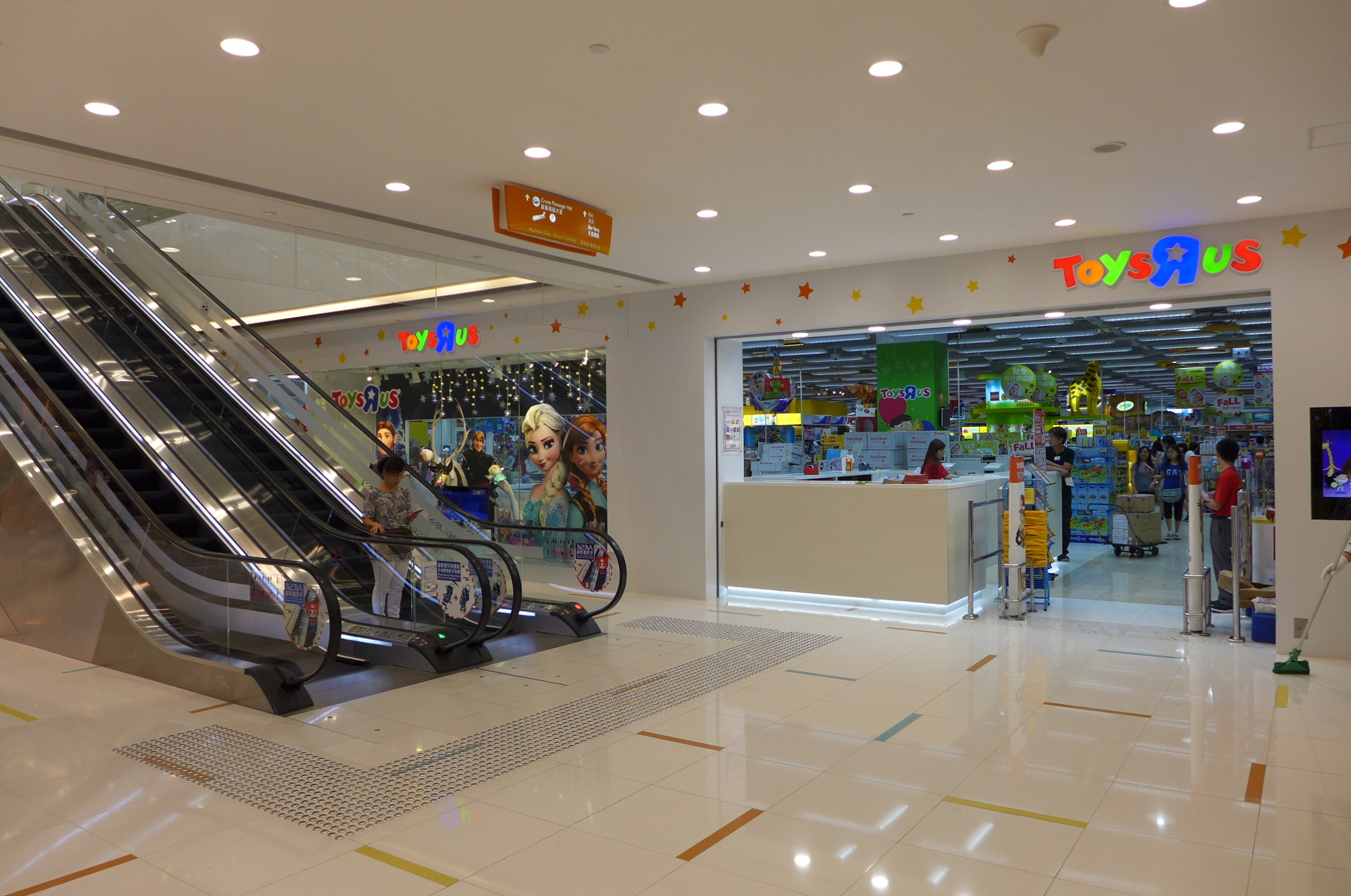
تويز آر أص إن أوشن تيرمينال، تسيم شا تسوي، هونغ كونغ، الصين

| أوروبا          | . النرويج           |                           | أعلى لعبة               | تقدمت الشركة الأم بطلب إفلاس في ديسمبر 2018. |
| أوروبا          | . السويد            |                           | أعلى لعبة               | تقدمت الشركة الأم بطلب إفلاس في ديسمبر 2018. |
| أوروبا          | . سويسرا            | 11                        | الالعاب لنا             | تم شراؤها من قبل سميث في عام 2018. تم إعادة تسمية جميع المتاجر تحت الاسم في عام 2019. |
| أوروبا          | . تركيا             | 35                        | بازارات الأطفال الدولية | أنهت الشركة المالكة للمتاجر التركية اتفاقية الترخيص مع شركة تويز آر أص في عام 2008 وأعادت تسمية جميع المتاجر إلى توتيكي. تم رفع دعوى إفلاس عام 2010 وإغلاق جميع المحلات. |
| أوروبا          | . المملكة المتحدة   | 105                       | الالعاب لنا             | تم التقديم للإدارة في فبراير 2018 وأغلق جميع المحلات بحلول مارس وأبريل من ذلك العام. |
| أمريكا الشمالية | .الولايات المتحدة * | 739                       | الالعاب لنا             | تم التقدم بطلب الإفلاس في سبتمبر 2017 وإغلاق جميع المتاجر بحلول يونيو 2018. |

## ماركات أخرى

### إيماجيناريوم
كانت إيماجيناريوم علامة تجارية خاصة لشركة تويز آر أص لمعظم ألعابها التي تم الحصول عليها في عام 1999. في الأصل بعد استحواذ شركة تويز آر أص في عام 1999، كانت تدير أيضًا متاجر حتى عام 2004.

### كيدز «آر» أص

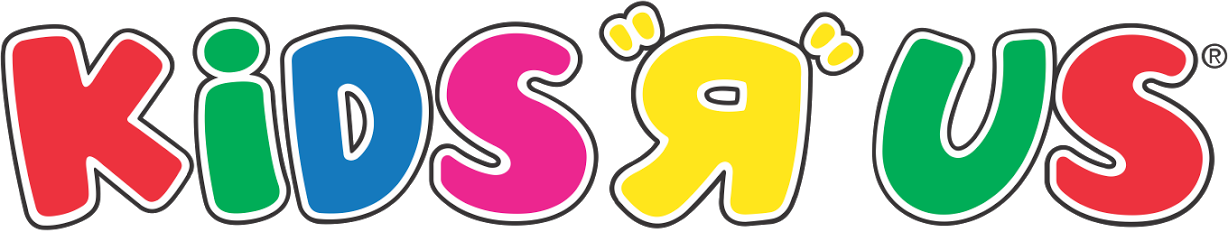
الشعار المستخدم للأطفال "آر" أص

الشعار المستخدم لـ بابيز "ار" أص منذ عام 2007

كانت شركة كيدز «ار» أص بائع تجزئة لملابس الأطفال بأسعار مخفضة. افتتحت متاجرهم الأولى في فبراير 1983 في باراموس، نيو جيرسي، وبروكلين، نيويورك. تم طي السلسلة في يناير 2004 بعد أن عانى بائع التجزئة من تدهور مبيعات المتجر نفسه والتركيز أكثر على العلامة التجارية تويز آر أص.

### أطفال ار اس
افتتح أول متجر للأطفال «آر» أص في أبريل 1996 في ويستبري، نيويورك. في فبراير 1997، استحوذت شركة تويز آر أص على شركة بيبي سوبرستور. في دنكان، وهي سلسلة من 78 متجرًا، مقابل 376 مليون دولار. تم تحويل المواقع إلى بابيز «ار» أص. يعمل المتجر كتاجر تجزئة متخصص لمنتجات الأطفال ونما إلى حوالي 260 متجرًا في الولايات المتحدة قبل إغلاقها في أواخر عام 2010. تقدم المتاجر مجموعة متنوعة من المنتجات لحديثي الولادة والرضع والأطفال الصغار. تحتفظ الشركة أيضًا بسجل وتقدم دروس وأحداث قبل الولادة وبعدها. في عام 2011، بدأت شركة تويز آر أص في فتح مواقع ذات علامات تجارية مشتركة مع أقسام بابيز «ار» أص في 21 موقعًا جديدًا و 23 موقعًا تم إعادة تصميمها.

### شوارتز الفاو
في مايو / أيار 2006، استحوذت شركة تويز آر أص. على شركة فاو شوارتز لبيع الألعاب بالتجزئة بما في ذلك متجر التجزئة الرئيسي في فيفث أفينيو في مدينة نيويورك، بالإضافة إلى موقعها للتجارة الإلكترونية، FAO.com. أغلقت الشركة متجر الفاو شوارتز الرئيسي في نيويورك في 15 يوليو / تموز 2015، مشيرة إلى ارتفاع تكاليف الإيجار، لكنها استمرت في حمل ألعاب الفاو التي تحمل علامة شوارتز التجارية في متاجر تويز «آر أس أند بيبيز» آر أص حتى عام 2017.

### تويز آر أص إكسبرس
بالنسبة لموسم التسوق في العطلات لعام 2009، جربت شركة تويز آر أص مفهوم المتجر الأصغر لجذب العملاء وتم افتتاح 90 متجرًا من متاجر "هوليداي إكسبريس" عبر الولايات المتحدة وكندا.  تعد متاجر هوليداي إكسبريس أصغر من متاجر تويز آر أص العادية، وغالبًا ما تكون في مراكز التسوق، وتقدم مجموعة محدودة من البضائع أكثر مما هو متاح في متجر تويز آر أص المستقل. تم افتتاح معظم (إن لم يكن كل) هذه المتاجر الـ 90 في مراكز التسوق ومراكز التسوق التي أخلتها سلاسل المتاجر التي أغلقت أبوابها خلال فترة الركود (بما في ذلك ألعاب كي بي، التي استحوذت شركة تويز آر أص على العديد منها). كانت خطة شركة تويز آر أص هي الإبقاء على متاجر هوليداي إكسبريس مفتوحة حتى أوائل يناير 2010 وإغلاقها بعد ذلك بوقت قصير، لكن نجاح العديد منها دفع الشركة إلى إعادة النظر وظل العديد منها مفتوحًا. تُعرف هذه المتاجر باسم «تويز آر أص إكسبريس». ابتداءً من مايو 2010، افتتحت شركة تويز آر أص ما مجموعه 600 متجر إكسبريس. تم تحويل أربعة أخرى إلى متاجر منفذ تويز آر أص. كما هو الحال مع متاجر تويز آر أص الأكبر والأساسية، تم إغلاق هذه المواقع أيضًا جنبًا إلى جنب مع منافذ البيع في الولايات المتحدة خلال صيف 2018.

### عمليات الويب

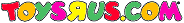
الشعار السابق لـ Toysrus.com.

بدأت شركة تويز آر أص في بيع الألعاب عبر الإنترنت مع إطلاق موقع Toysrus.com في عام 1998. في أعقاب فترة التداول الكارثية لعيد الميلاد عام 1999 والتي فشلت خلالها الشركة في تسليم الهدايا في الوقت المحدد،  أبرمت شركة تويز آر أص عقدًا لمدة عشر سنوات مع تاجر التجزئة عبر الإنترنت أمازون في عام 2000 لتكون المورد الحصري للألعاب على الموقع الإلكتروني. تراجعت أمازون في النهاية عن شروط العقد من خلال السماح لتجار التجزئة الخارجيين باستخدام سوقها لبيع الألعاب، مستشهدة بفشل شركة تويز آر أص في حمل مجموعة كبيرة بما فيه الكفاية من البضائع، بما في ذلك الخطوط الأكثر شعبية. في عام 2006، نجحت شركة تويز آر أص في مقاضاة أمازون؛ حصلت الشركة على 51 دولارًا مليون دولار في عام 2009، أي ما يزيد قليلاً عن نصف مبلغ 93 دولاراً مليون ادعى في البداية. وقد احتلت المرتبة رقم 29 في أفضل 500 دليل لمتاجر التجزئة على الإنترنت لعام 2012. كان موقع Toysrus.com أحد أكثر المواقع زيارة في فئة بيع الألعاب المتخصصة ومنتجات الأطفال مع مجموعة متنوعة من الألعاب. بالإضافة إلى ذلك، قدم موقع Babiesrus.com مجموعة واسعة من منتجات ومستلزمات الأطفال والوصول إلى سجل الأطفال الخاص بالشركة. تتطلع الشركة إلى توسيع محفظتها على شبكة الإنترنت، في فبراير 2009، استحوذت على بائع الألعاب عبر الإنترنت eToys.com من شركة بارينت. التي تقدمت بطلب للحماية من الإفلاس في ديسمبر 2008. ولم يتم الكشف عن الشروط المالية. في نفس الوقت تقريبًا، أفيد أن شركة تويز آر أص. اشترت Toys.com مقابل 5.1 دولار تقريبًامليون. اليوم، تدير الشركة موقع Toys.com لإدراج الصفقات الحصرية وغير المعلنة المتوفرة في مجموعة مواقع التجارة الإلكترونية الخاصة بها. في عام 2010، ذكرت شركة تويز آر أص. أن مبيعاتها عبر الإنترنت نمت بنسبة 29.9٪ على أساس سنوي لتصل إلى 782 دولارًا أمريكيًا مليون دولار من 602 دولار مليون دولار، وفي أبريل 2011، أعلنت الشركة عن خطط لفتح مركز مخصص لتنفيذ التجارة الإلكترونية في ماكاران، نيفادا. أعلنت الشركة لاحقًا عن مبيعات عبر الإنترنت بقيمة 1 دولار مليار لعام 2011 و 1.1 مليار لعام 2012. تم إغلاق الموقع برسالة وداع قصيرة عندما بدأت التصفية الأمريكية في مارس 2018. تواصل المتاجر الدولية الباقية بيع البضائع عبر الإنترنت.[بحاجة لمصدر] في عام 2019، عاد موقع Toysrus.com من خلال تارجت. يمكن للمتسوقين الاطلاع على موقع تويز آر أص على الويب للعثور على اللعبة التي يريدونها، ثم إعادة توجيههم إلى تارجت.com عند النقر فوق الزر «شراء». في العام التالي، عاد موقع Toysrus.com إلى تحقيق مبيعاته من خلال أمازون، وهذه هي المرة الأولى منذ عام 2006 التي تدخل فيها شركة تويز آر أص في شراكة مع أمازون.[بحاجة لمصدر]

### الزرافة
المعروف سابقًا باسم «دكتور جي رافيه» في الإعلانات المطبوعة في الخمسينيات من القرن الماضي لصفقة الأطفال، وقد تطور جيفري الزرافة في الاسم والمظهر على مدار العقد التالي ليصبح التميمة الرسمية للعبة تويز «آر» أص. كان تصميم جيفري بمثابة «المتحدث الرسمي» للعلامة التجارية، وقد مر بعدة مراحل على مدار الخمسين عامًا التالية قبل الانتهاء من التكرار الحالي الذي رصدته النجوم في نوفمبر 2007. في عام 2017، رعت الشركة البث المباشر للكاميرا لشهر أبريل عن الزرافة، مما ساعد في دعم الحفاظ على الزرافة والتوعية بها. انتشرت الكاميرا التي ترعاها الزرافة الحامل في أبريل / نيسان، وحصدت ملايين المشاهدات على موقع يوتيوب وعبر منصات التواصل الاجتماعي.

## مراجع

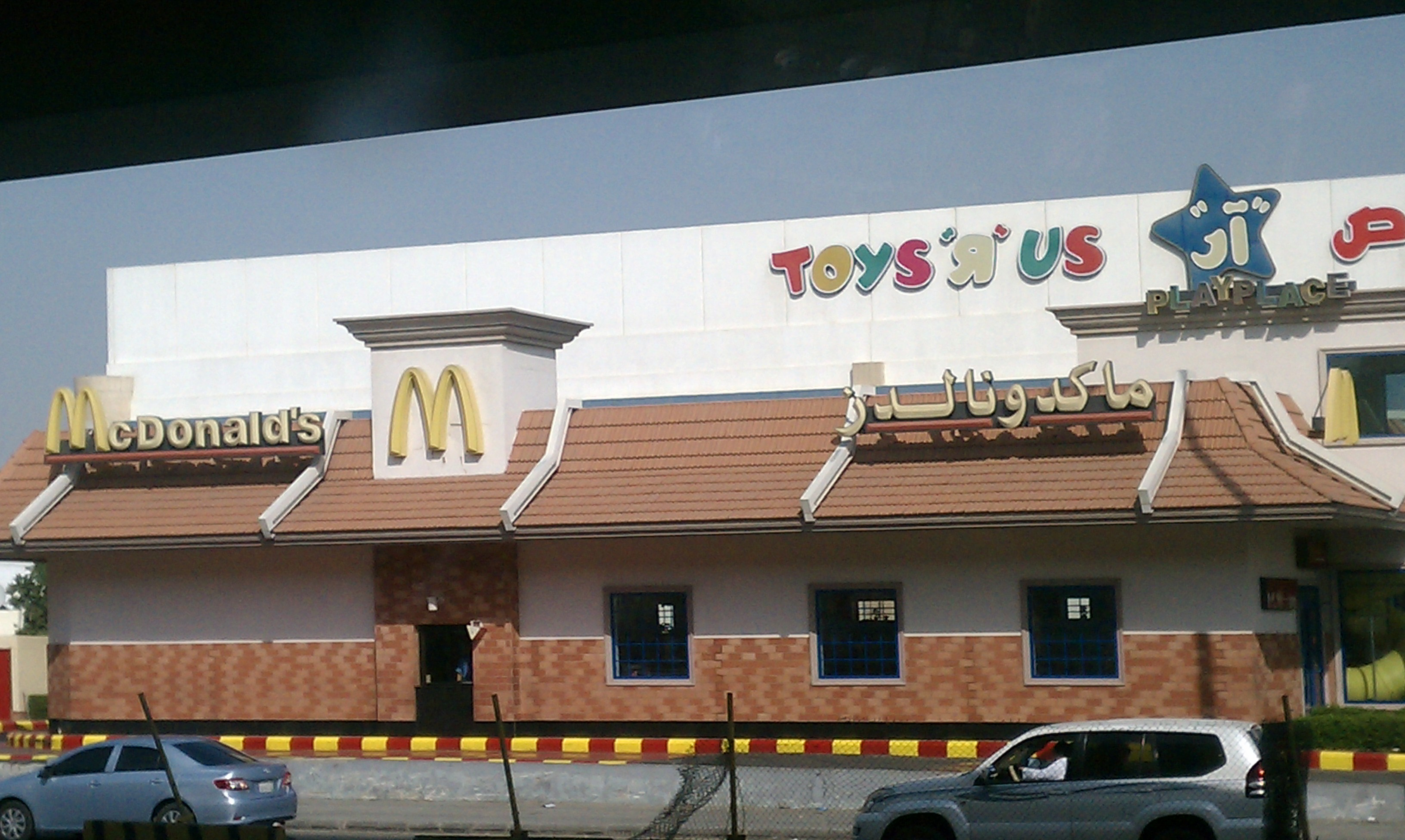
فرع في جدة.